# 伊藤清
伊藤清（日语：伊藤 清，1915年9月7日—2008年11月10日），日本數學家，日本學士院院士，生于日本三重县員辨郡（現員辨市）。西方文献中他的姓氏常写为Itô。
伊藤清研究隨機過程，他在1944年和1946年的两份著作立下隨機积分和随机微分方程的理论基础，所以他被视为随机分析的创立者。他的理论被應用于很多不同领域，包括自然科学和經濟学，例如金融數學中期權定價用的布莱克-斯科尔斯模型。诺贝尔经济学奖获奖者迈伦·斯科尔斯遇到伊藤时，向他握手，称赞他的理论。从这个插曲可以明白伊藤的成就不仅对数学，对社会科学也带来很大影响。他是少有的在世的时候看到自己的理论研究被应用到现实生活中的数学家之一。

## 生平
他在东京帝国大学开始学习数学，被概率论的微积分吸引。他感興趣於安德雷·柯爾莫哥洛夫和保羅·萊維的工作，和後來杜布的正規化概念。
1940年他發表了《論緊群上的概率分佈》(On the probability distribution on a compact group) 。在這門學科的發展中這是重要著作。
1945年他獲得博士學位。1945年後他感興趣於隨機過程，特別是布朗運動。
1952年他在京都大學任教授，講解他的概率論。之後有訪問普林斯頓、孟買、奧胡斯大學和康奈爾大學，直到1979年退休。
伊藤清的工作獲得許多肯定，他的獲獎包括1987年的沃爾夫獎和1998年的京都獎。2006年他獲授予第一個高斯獎。2008年11月18日因呼吸衰竭病逝於京都府京都市左京區，終年93歲。

## 学术成就
他把數學和美麗的形式連繫起來。在一文中引用莫扎特的音樂和科隆大教堂，他說這些都啟發他創造他的公式：「比如莫扎特的音樂連那些不懂樂理的人也被深刻感染；科隆大教堂使不懂基督教的遊客也為之驚歎。但是，數學構造之美，對表達邏輯法則的數值公式不明白的話，卻不能欣賞到。」
伊藤引理是他以邏輯法則創造的精華。
因他而名還有伊藤過程（又稱廣義維納過程）、伊藤公式和伊藤微積分。